# Fu Čuanjov
Fu Čuanjov (kitajsko: 傅全有; pinjin: Fù Quányǒu), kitajski general, * november 1930, Juanping, Šanši, Kitajska.
Med letoma 1995 in 2002 je bil vodja Generalštabnega oddelka Ljudske osvobodilne vojske.
Bil je tudi član 12., 13., 14. in 15. centralnega komiteja Komunistične partije Kitajske.